# Jasień (Beskid Wyspowy)

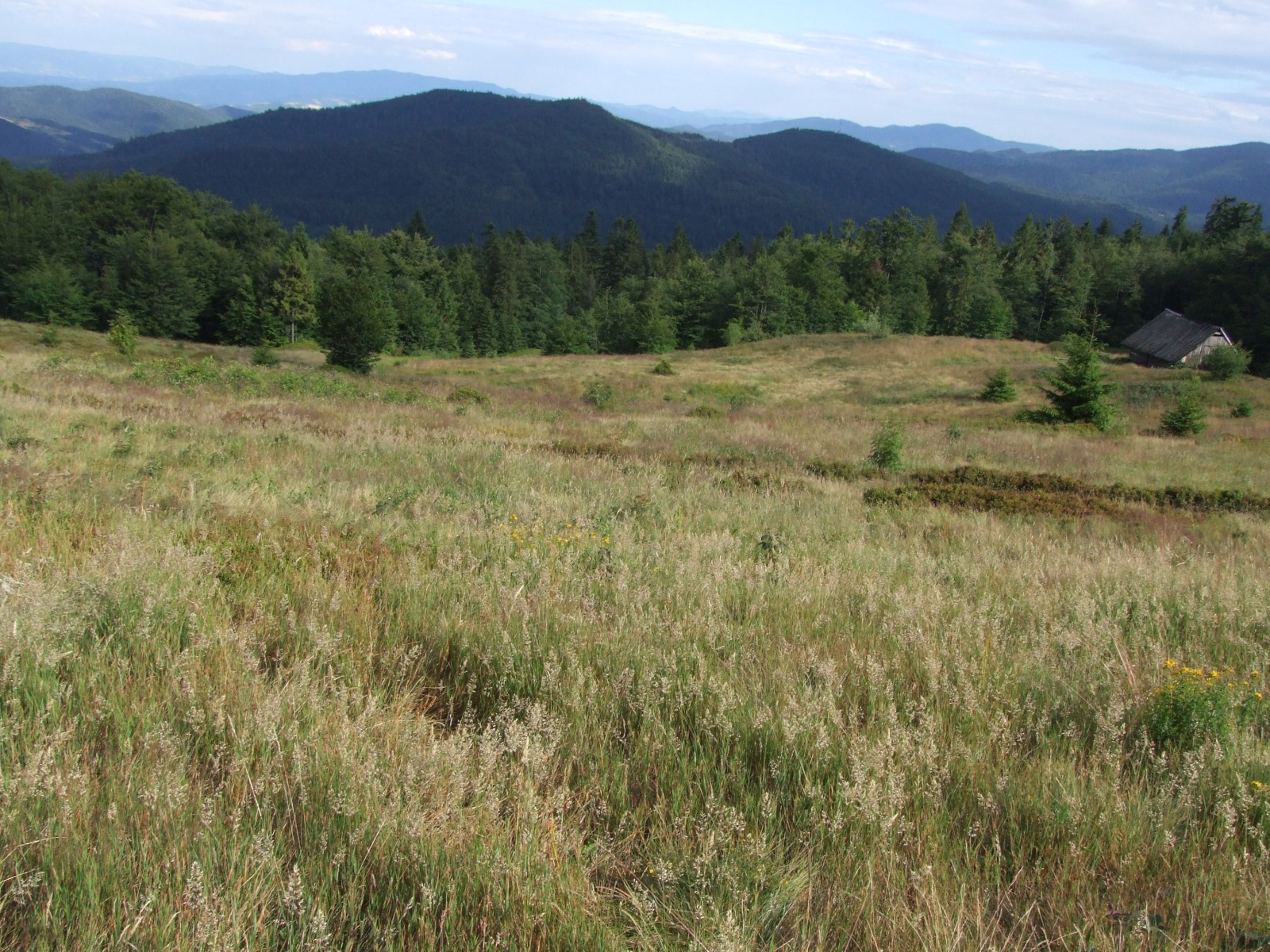
Polana Skalne pod szczytem Jasienia

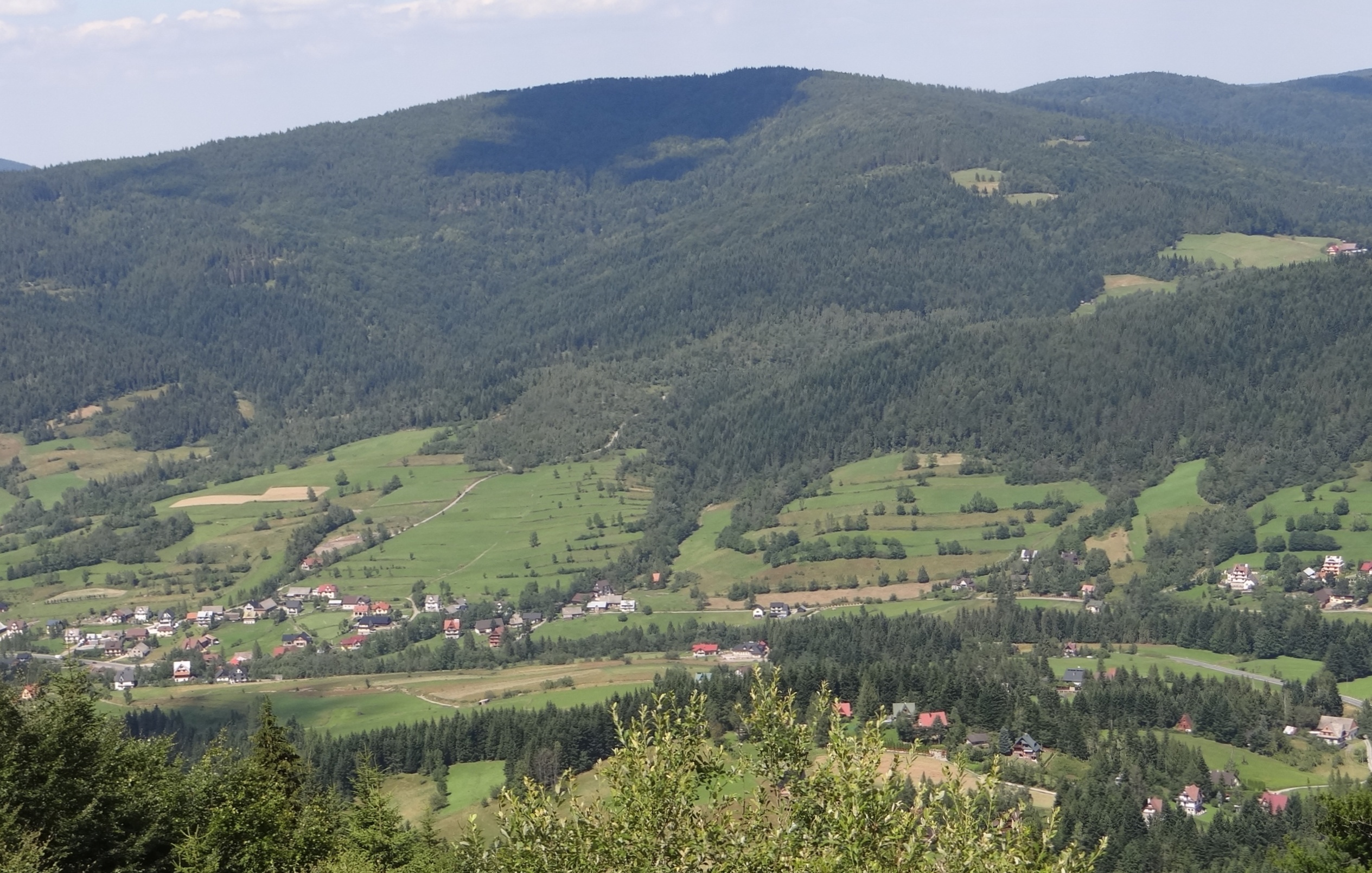
Widok na Jasień z polany Jaworzynka

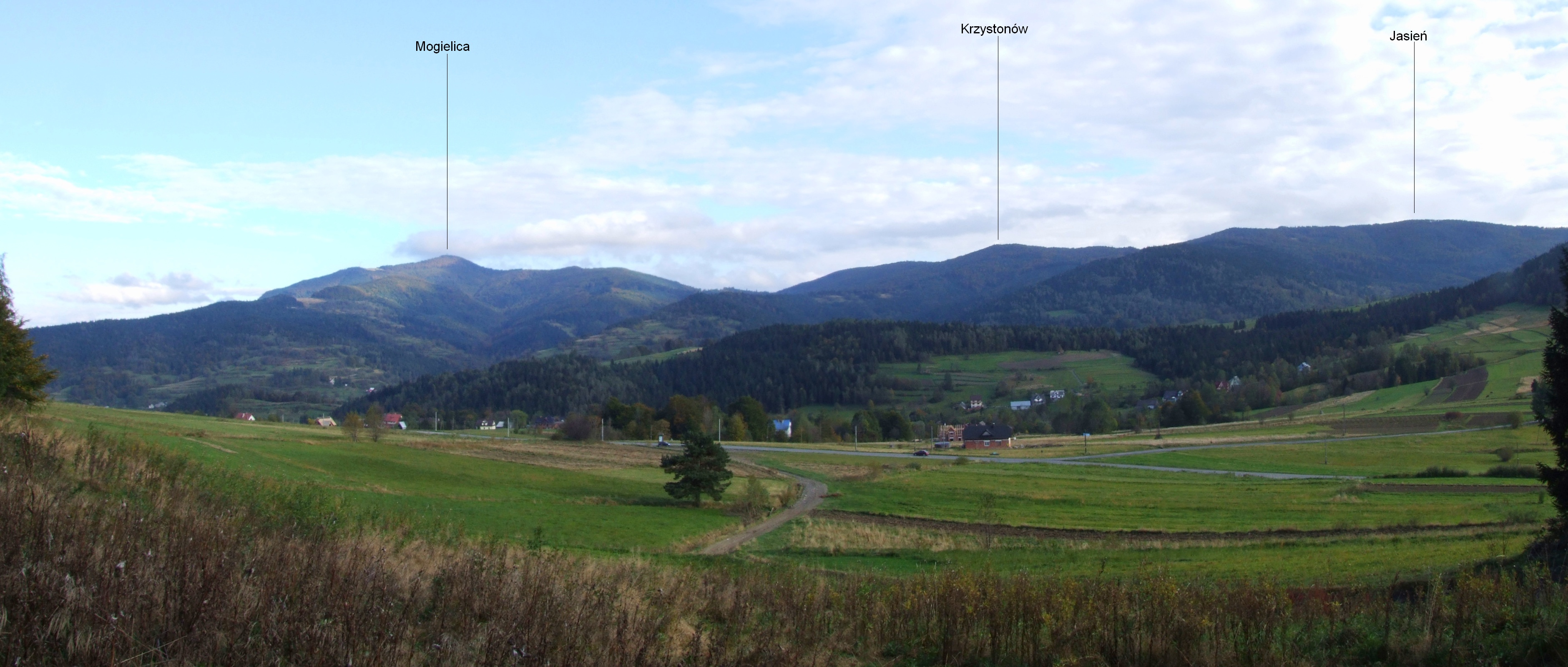
Widok z podnóży Ćwilina

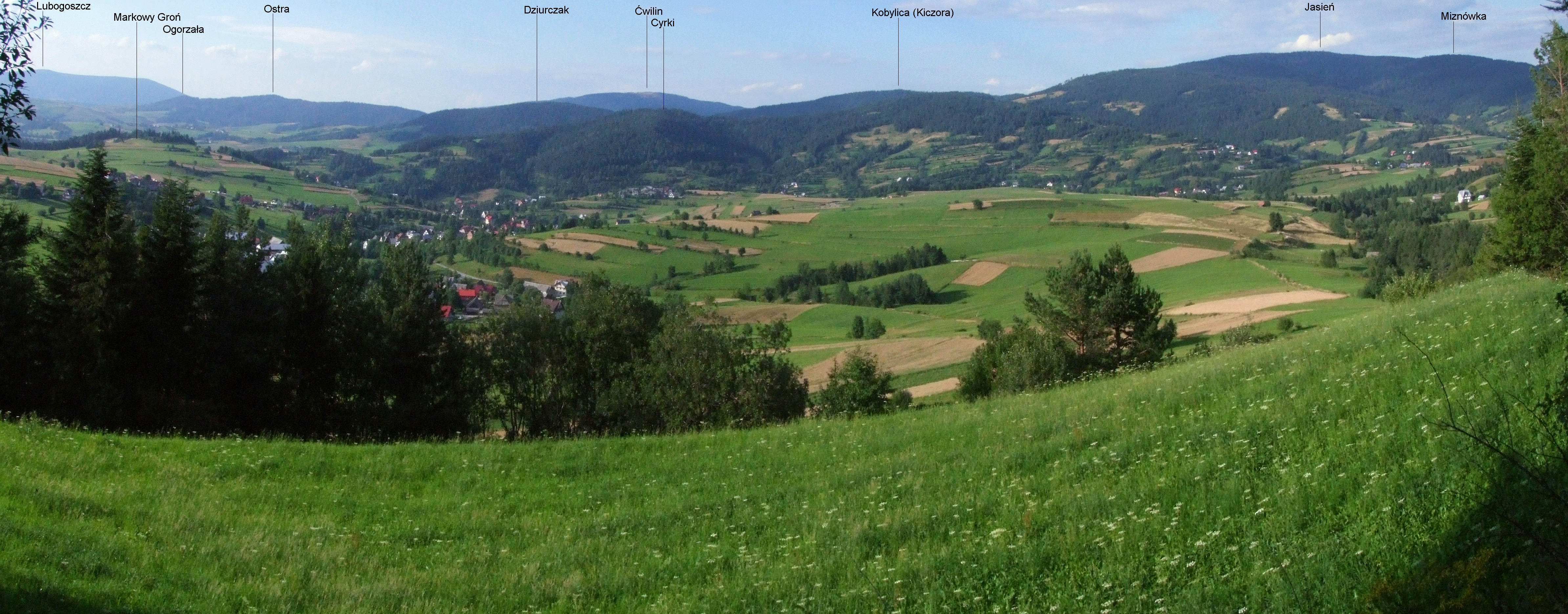
Widok z Gorców

Jasień (ok. 1063 m n.p.m.) – trzeci co do wysokości szczyt w Beskidzie Wyspowym (po Mogielicy i po Ćwilinie). Niektóre źródła podają wysokość 1052 m, co odpowiada wysokości niższego i mniej wybitnego zachodniego wierzchołka. Jego południowe stoki należą do wsi Lubomierz, północne do wsi Półrzeczki.

## Topografia
Główny grzbiet Jasienia biegnie od Krzystonowa (1012 m) do Kiczory zwanej też Kobylicą (901 m). Jasień ma dwa wierzchołki: właściwy (1063 m) oraz znajdujący się na północ od niego niższy, zwany Kutrzycą (1051 m). Pomiędzy nimi znajduje się widokowa polana Skalne, na której stoi jeden z nielicznych w Beskidzie Wyspowym szałasów. Od głównego wierzchołka Jasienia w południowym kierunku poprzez Miznówkę, przełęcz Przysłopek i Myszycę do przełęczy Przysłop (750 m) biegnie grzbiet, którym Beskid Wyspowy łączy się w tej ostatniej przełęczy z Gorcami.
Przez Jasień przebiega dział wodny między zlewniami Dunajca i Raby. W zlewni Dunajca znajdują się cieki spływające z jego północnych stoków: Łososina i jej dopływ Upleziowy Potok, a także spływający ku wschodowi do Kamienicy Skalni Potok, natomiast w zlewni Raby pozostaje spływający ze stoków południowo-zachodnich Potok Dudów (dopływ Mszanki).

## Polany
W okresie przeludnienia polskich wsi karpackich (druga połowa XIX w. do końca II wojny światowej) pod uprawę lub pasterstwo wykorzystywano każdy nadający się do tego skrawek ziemi. Na Jasieniu w wielu miejscach las wyrąbano pod polany. Z czasem w całych Beskidach uprawa ziemi, a później również pasterstwo na wyżej położonych obszarach, z kiepskimi drogami dojazdowymi, stały się nieopłacalne. Część polan zalesiono, inne samorzutnie zarastają lasem. Wskutek tego zmniejsza się różnorodność biologiczna i atrakcyjność turystyczna – duże polany lub małe, ale znajdujące się na szczytach lub grzbietach gór, są bowiem doskonałymi punktami widokowymi. Na Jasieniu ostały się jeszcze m.in. takie polany: polana Skalne, Łąki, Polana Folwarczna, Stasiówka, Hanulówka, Pustki, Polana Okolczyska, Polana nad Jamnym. One również, wobec braku szerszych działań ochronnych, stopniowo zarastają lasem.
Na polanach Jasienia wiosną zakwitają krokusy. Jasień jest jednym z niewielu miejsc Beskidzie Wyspowym, gdzie jeszcze spotkać można te rośliny. Liczniej od krokusów wiosną na polanach Jasienia zakwita śnieżyczka przebiśnieg.

## Opis masywu Jasienia
Na grzbiecie Jasienia znajdują się wychodnie skalne, z których w zimie schodzą niewielkie lawiny. Północno-wschodnie strome zbocza Jasienia poryte głębokimi wąwozami potoków stanowią jedne z najbardziej dzikich i niedostępnych ostępów Beskidu Wyspowego. Północne zbocza są bardziej strome od południowych. Zwarte połacie lasu znajdują się powyżej 700–800 m n.p.m. Dolną część stoków porasta las jodłowo-świerkowy, górną i wierzchołkową część las bukowy. Z właściwego szczytu Jasienia, na którym znajduje się tylko niewielka, zarastająca polanka, widoki ograniczone są drzewami, natomiast bardzo rozległe widoki rozciągają się z dwóch polan na jego grzbiecie. Z Polany Skalne widać Mogielicę z jej olbrzymią Polaną Stumorgową, a na prawo od niej Cichoń, Ostrą, Modyń, Halę, Wysoki Wierch i Kiczorę Kamienicką z masztem przekaźnikowym oraz Gorce i Pieniny. Z polany Łąki na stoku łączącym Jasień z Kobylicą (przy zielonym szlaku) widoki obejmują Beskid Makowski oraz szczyty Beskidu Wyspowego (od lewej): Lubogoszcz, Lubomir i Łysina, Kamiennik Południowy, Wierzbanowska Góra i znajdujący się blisko potężny Ćwilin.

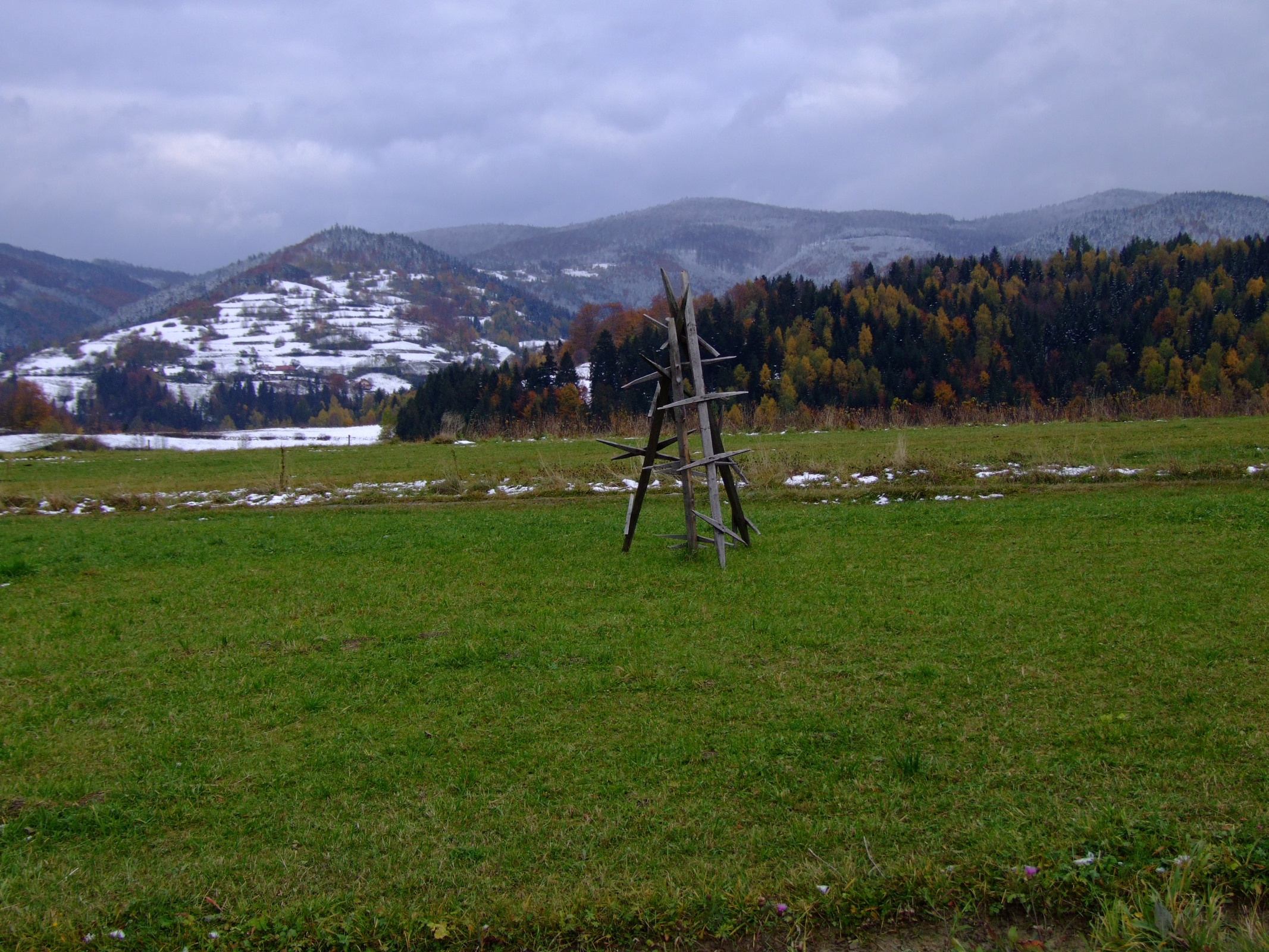
Krzystonów i Jasień od zachodu

## Szlaki turystyki pieszej
– żółty: Mogielica – Krzystonów – Jasień – przełęcz Przysłop. 3:20 h (↑ 4:20 h)
 – zielony: Mszana Dolna – Ogorzała – Kiczora – Jasień. 5:30 h (↓ 4:45 h).